# Річмонд Боак'є
Річмонд Боак'є (англ. Richmond Boakye, нар. 28 січня 1993, Аккра) — ганський футболіст, нападник «Аталанти» і національної збірної Гани.

## Клубна кар'єра
Народився 28 січня 1993 року в місті Аккра. Вихованець юнацьких ганських команд «Бечем Юнайтед» та «ДіСі Юнайтед». У 2008 році він приїхав до Італії для участі у молодіжному турнірі у Віченці. Там його помітили скаути клубу «Дженоа», що підписали контракт з футболістом. У сезоні 2009/10 Боак'є виступав за молодіжну команду «рособлю», з якою виграв молодіжний чемпіонат та Суперкубок Італії.
3 квітня 2010 року Річмонд дебютував в основному складі «Дженоа» у грі чемпіонату Італії з «Ліворно» (1:1) і відразу ж забив гол, втім основним гравцем так і не став.
21 червня 2011 року Боак'є був відданий на сезон в оренду до клубу Серії B «Сассуоло», яка виявилася дуже вдалою для ганця — він зумів забити 12 голів у 36 матчах за клуб в усіх турнірах. Його виступи за «нероверде» не залишилися непоміченими і 16 червня 2012 року Річмонд був підписаний чинним чемпіоном Серії А «Ювентусом», який за 4 млн євро придбав 50 % прав на гравця. Однак після цього ганець повернувся в оренду в «Сассуоло» ще на один сезон. Там у сезоні 2012/13 він забив 11 м'ячів в 32 матчах чемпіонату, став найкращим бомбардиром команди та допоміг їй виграти Серію B, таким чином забезпечивши перший в історії клубу вихід до Серії А. 30 червня 2013 року Боак'є приєднався до «Ювентуса», але пізніше був відданий в оренду іспанському «Ельче» на сезон 2013/14, де забив 6 голів у 31 матчі Ла Ліги.

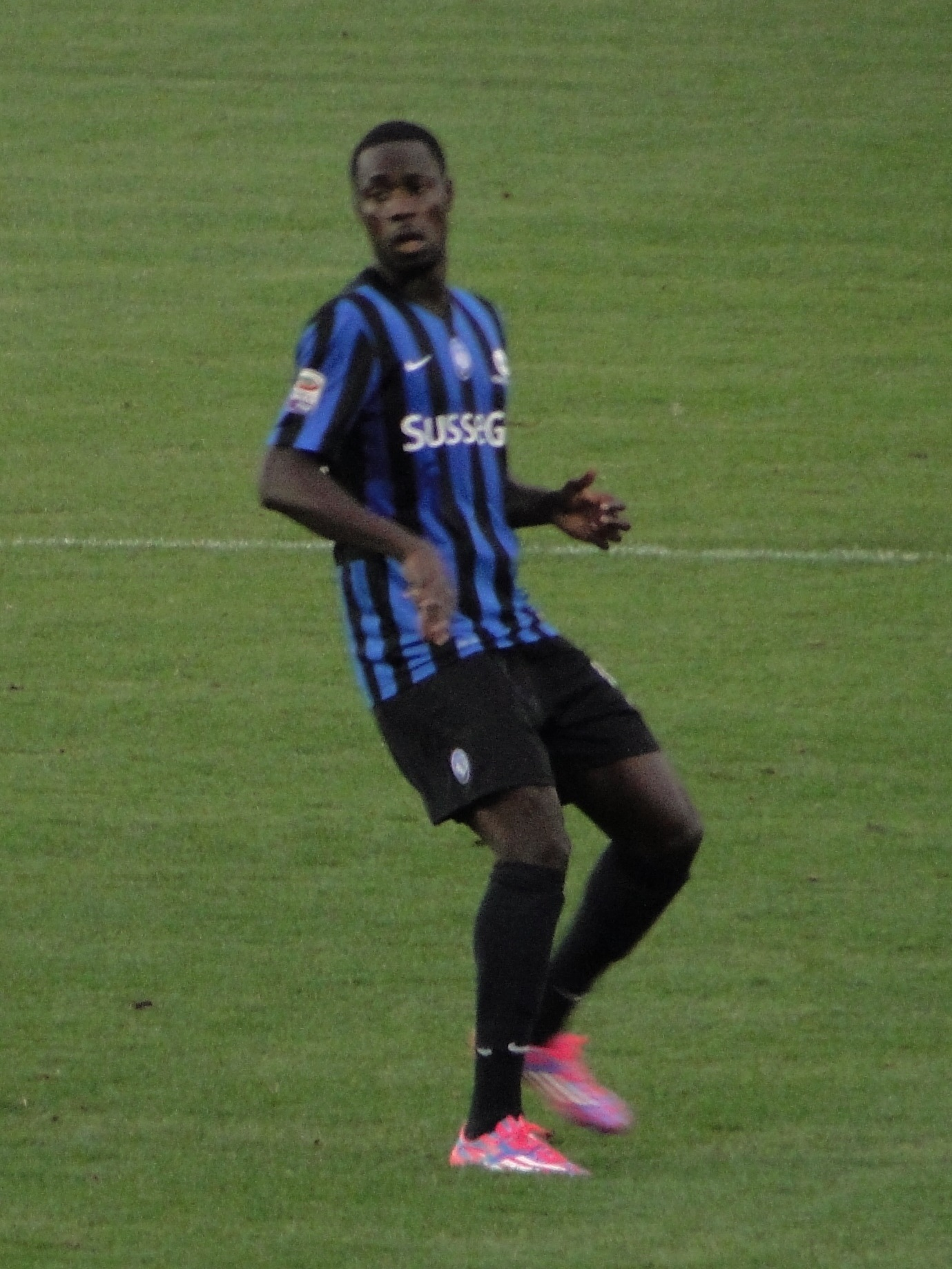
Річмонд Боак'є під час виступів у «Аталанті». 2014 рік.

21 липня 2014 року «Дженоа» продала свої 50 % прав на Боак'є «Аталанті» за 1,3 мільйона євро, і наступний сезон ганець провів на правах оренди за бергамасків. Після цього 23 червня 2015 року «Аталанта» викупила і другу половину прав на Боак'є у «Ювентуса» за 1,6 мільйона євро.
31 серпня 2015 року Боак'є був відданий в оренду до голландського клубу «Рода» (Керкраде), а вже у січні наступного року став гравцем «Латини» з італійської Серії В.
У січні 2017 року Боак'є перейшов на правах оренди на півтора року в сербську «Црвену Звезда», де одразу став ключовим гравцем, забивши 16 м'ячів у 19 іграх у всіх змаганнях і двічі став найкращим гравцем туру в сербській Суперлізі. Сезон ознаменувався запеклим суперництвом між «Црвеною Звездою» та «Партизаном», а володар трофею був визначений лише в останньому турі чемпіонату і опинився у руках «Партизана», а «Црвена Звезда» фінішувала другою.
29 травня після банкрутства «Латини» Боак'є став вільним агентом наступного місяця белградська команда підписала повноцінну угоду з ганцем. Він розпочав новий сезон з 5 голів у перших 3 матчах клубу в кваліфікації Ліги Європи 2017/18 і також продовжував показувати високу результативність у чемпіонаті, забивши 15 голів у 14 іграх Суперліги, через що 14 грудня 2017 року він був обраний гравцем року у «Црвені Звезді».
27 лютого 2018 року Боак'є був проданий в китайський «Цзянсу Сунін» за 5,5 мільйона євро. Втім у новій команді ганець не зміг показати високої результативності і після 15 ігор, в яких нападних забив лише 3 голи, він повернувся назад до «Црвени Звезди». Він допоміг команді виграти чемпіонат Сербії 2018/19, забивши 13 голів у 15 іграх турніру, але у наступному розіграші, в якому «біло-червоні» знову були чемпіонами, ганець забив лише один гол, втративши місце в основі. В результаті після закінчення терміну контракту в грудні 2020 року Боак'є покинув белградців.
9 лютого 2021 року Боак'є підписав короткостроковий контракт з польським «Гурником» (Забже), але так і не забив жодного голу до кінця сезону у чемпіонаті, після чого 20 липня 2021 року став гравцем ізраїльського клубу «Бейтар» (Єрусалим).

## Виступи за збірні

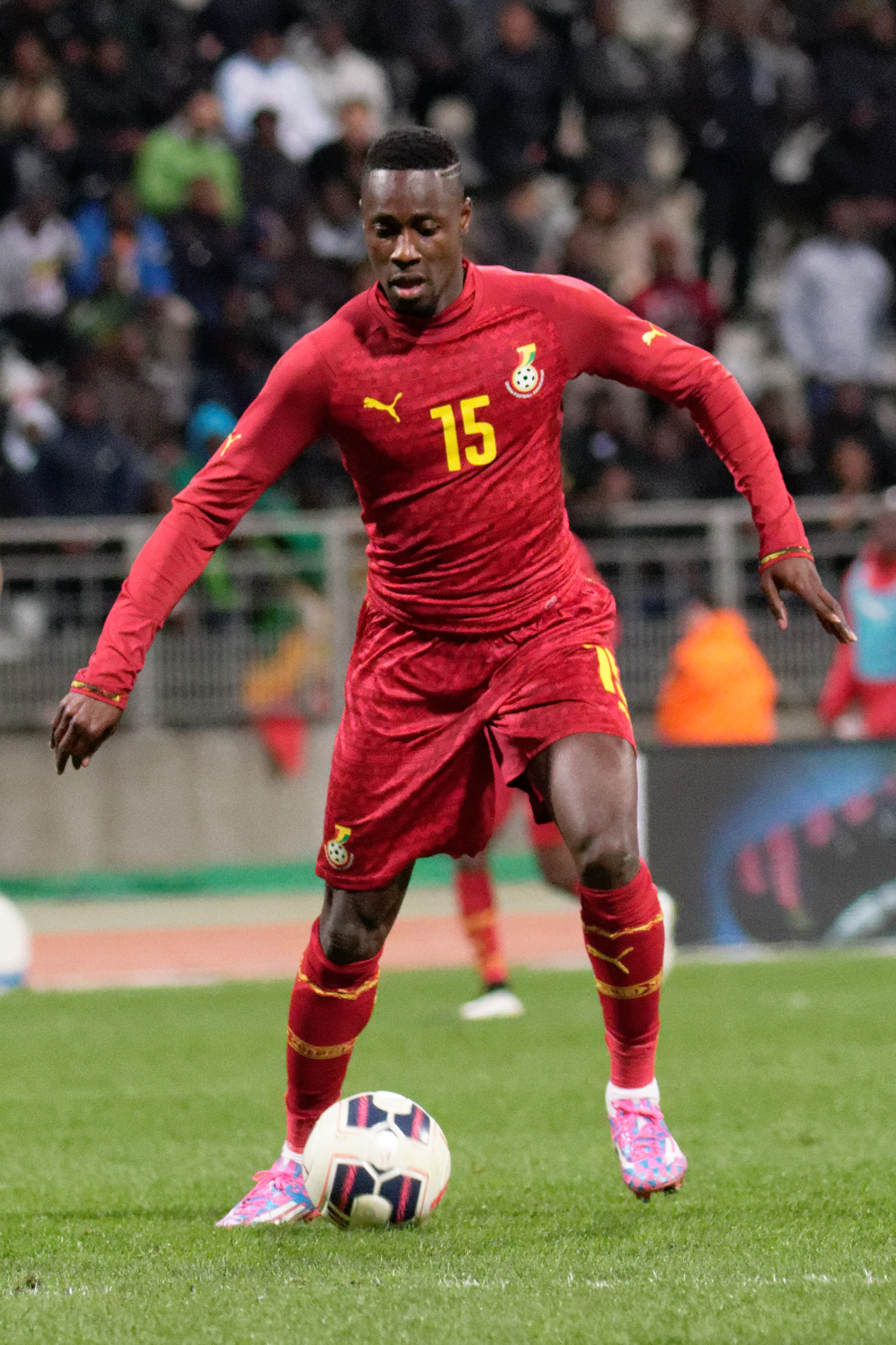
Річмонд Боак'є під час виступів за збірну Гани. 2015 рік.

Протягом 2010—2013 років залучався до складу молодіжної збірної Гани, з якою став бронзовим призером молодіжного чемпіонату світу 2013 року в Туреччині. Всього на молодіжному рівні зіграв у 8 офіційних матчах, забив 3 голи.
15 серпня 2012 року дебютував в офіційних матчах у складі національної збірної Гани в товариській грі проти Китаю (1:1), в якій на зам вийшов на заміну на 67 хвилині, а вже на 80 забив гол.
У складі збірної був учасником Кубка африканських націй 2013 року у ПАР, де ганці посіли 4 місце, але на поле не виходив. Згодом поїхав з командою і на Кубок африканських націй 2021 року в Камеруні, забивши гол у матчі проти Коморських Островів, але команда програла 2:3 і не вийшла з групи.
Наразі провів у формі головної команди країни 19 матчів, забивши 7 голів.

## Статистика виступів

### Статистика клубних виступів
| Сезон                     | Команда                   | Чемпіонат                 | Чемпіонат | Чемпіонат | Національний кубок | Національний кубок | Національний кубок | Континентальні кубки | Континентальні кубки | Континентальні кубки | Інші змагання | Інші змагання | Інші змагання | Усього | Усього | Усього |
| Сезон                     | Команда                   | Ліга                      | Ігор      | Голів     | Ліга               | Ігор               | Голів              | Ліга                 | Ігор                 | Голів                | Ліга          | Ігор          | Голів         | Ігор   | Голів  |        |
| ------------------------- | ------------------------- | ------------------------- | --------- | --------- | ------------------ | ------------------ | ------------------ | -------------------- | -------------------- | -------------------- | ------------- | ------------- | ------------- | ------ | ------ | ------ |
| 2009–10                   | «Дженоа»                  | A                         | 3         | 1         | КІ                 | 0                  | 0                  | -                    | -                    | -                    | -             | -             | -             | 3      | 1      |        |
| 2010–11                   | «Дженоа»                  | A                         | 4         | 0         | КІ                 | 1                  | 0                  | -                    | -                    | -                    | -             | -             | -             | 5      | 0      |        |
| Усього за «Дженоа»        | Усього за «Дженоа»        | Усього за «Дженоа»        | 7         | 1         |                    | 1                  | 0                  |                      | -                    | -                    |               | -             | -             | 8      | 1      |        |
| 2011–12                   | «Сассуоло»                | B                         | 32+2      | 10        | КІ                 | 2                  | 2                  | -                    | -                    | -                    | -             | -             | -             | 36     | 12     |        |
| 2012–13                   | «Сассуоло»                | B                         | 32        | 11        | КІ                 | 0                  | 0                  | -                    | -                    | -                    | -             | -             | -             | 32     | 11     |        |
| Усього за «Сассуоло»      | Усього за «Сассуоло»      | Усього за «Сассуоло»      | 64+2      | 21        |                    | 2                  | 2                  |                      | -                    | -                    |               | -             | -             | 68     | 23     |        |
| 2013–14                   | «Ельче»                   | ПД                        | 31        | 6         | КІ                 | 2                  | 1                  | -                    | -                    | -                    | -             | -             | -             | 33     | 7      |        |
| 2014–15                   | «Аталанта»                | A                         | 19        | 3         | КІ                 | 3                  | 2                  | -                    | -                    | -                    | -             | -             | -             | 22     | 5      |        |
| 2015–16                   | «Рода» (Керкраде)         | Е                         | 9         | 0         | CO                 | 1                  | 0                  | -                    | -                    | -                    | -             | -             | -             | 10     | 0      |        |
| 2015–16                   | «Латина»                  | B                         | 17        | 1         | -                  | -                  | -                  | -                    | -                    | -                    | -             | -             | -             | 17     | 1      |        |
| 2016–17                   | «Латина»                  | B                         | 16        | 3         | CI                 | 0                  | 0                  | -                    | -                    | -                    | -             | -             |               | 16     | 3      |        |
| Усього за «Латину»        | Усього за «Латину»        | Усього за «Латину»        | 33        | 4         |                    | 0                  | 0                  |                      | -                    | -                    |               | -             | -             | 33     | 4      |        |
| 2016–17                   | «Црвена Звезда»           | СЛ                        | 16        | 12        | КС                 | 4                  | 4                  | -                    | -                    | -                    | -             | -             | -             | 20     | 16     |        |
| 2017–18                   | «Црвена Звезда»           | СЛ                        | 14        | 15        | КС                 | 0                  | 0                  | ЛЄ                   | 14                   | 8                    | -             | -             | -             | 28     | 23     |        |
| 2018                      | «Цзянсу Сунін»            | СЛ                        | 15        | 3         | КК                 | 1                  | 0                  | -                    | -                    | -                    | -             | -             | -             | 16     | 3      |        |
| 2018–19                   | «Црвена Звезда»           | СЛ                        | 15        | 13        | КС                 | 0                  | 0                  | ЛЧ                   | 3                    | 0                    | -             | -             | -             | 16     | 13     |        |
| 2019–20                   | «Црвена Звезда»           | СЛ                        | 10        | 1         | КС                 | 2                  | 1                  | ЛЧ                   | 8                    | 4                    | -             | -             | -             | 20     | 6      |        |
| 2020–21                   | «Црвена Звезда»           | СЛ                        | 8         | 2         | КС                 | 2                  | 0                  | ЛЧ+ЛЄ                | 0+3                  | 0                    | -             | -             | -             | 13     | 2      |        |
| Усього за «Црвену Звезду» | Усього за «Црвену Звезду» | Усього за «Црвену Звезду» | 55        | 41        |                    | 6                  | 5                  |                      | 22                   | 12                   |               |               |               | 83     | 58     |        |
| 2020–21                   | «Гурник» (Забже)          | EK                        | 13        | 0         | КП                 | 1                  | 0                  | -                    | -                    | -                    | -             | -             | -             | 14     | 0      |        |
| 2021–22                   | «Бейтар» (Єрусалим)       | ЛА                        | 15        | 3         | КТ                 | 1                  | 0                  | -                    | -                    | -                    | -             | -             | -             | 16     | 3      |        |
| Загалом                   | Загалом                   | Загалом                   | 263       | 80        |                    | 18                 | 10                 |                      | 22                   | 12                   |               | -             | -             | 303    | 104    |        |

### Статистика виступів за збірну
| Дата      | Місто         | Господарі  | Результат  | Гості   | Турнір                                          | Голи | Примітки |
| --------- | ------------- | ---------- | ---------- | ------- | ----------------------------------------------- | ---- | -------- |
| 18-4-2011 | Йоганнесбург  | Гана       | 1 – 2      | Нігерія | Чемпіонат Африки (U-20) 2011 - груповий етап    | -    |          |
| 21-4-2011 | Йоганнесбург  | Гамбія     | 1 – 1      | Гана    | Чемпіонат Африки (U-20) 2011 - груповий етап    | 1    |          |
| 24-4-2011 | Йоганнесбург  | Гана       | 1 – 1      | Камерун | Чемпіонат Африки (U-20) 2011 - груповий етап    | -    |          |
| 21-6-2013 | Стамбул       | Франція    | 3 – 1      | Гана    | Молодіжний чемпіонат світу 2013 - груповий етап | 1    | 69'      |
| 24-6-2013 | Стамбул       | Іспанія    | 1 – 0      | Гана    | Молодіжний чемпіонат світу 2013 - груповий етап | -    |          |
| 3-7-2013  | Кайсері       | Португалія | 2 – 3      | Гана    | Молодіжний чемпіонат світу 2013 - 1/8 фіналу    | 1    | 75'      |
| 7-7-2013  | Стамбул       | Гана       | 4 – 3 д.ч. | Чилі    | Молодіжний чемпіонат світу 2013 - чвертьфінал   | -    | 71'      |
| 10-7-2013 | Бурса (місто) | Франція    | 2 – 1      | Гана    | Молодіжний чемпіонат світу 2013 - півфінал      | -    | 81'      |
| Усього    |               | Матчів     | 8          |         | Голів                                           | 3    |          |

| Дата       | Місто        | Господарі        | Результат | Гості             | Турнір                                        | Голи | Примітки |
| ---------- | ------------ | ---------------- | --------- | ----------------- | --------------------------------------------- | ---- | -------- |
| 15-8-2012  | Сіань        | КНР              | 1 – 1     | Гана              | товариський матч                              | 1    | 67'; 80' |
| 11-9-2012  | Монровія     | Ліберія          | 2 – 0     | Гана              | товариський матч                              | -    |          |
| 14-11-2012 | Лісабон      | Кабо-Верде       | 0 – 1     | Гана              | товариський матч                              | -    |          |
| 10-1-2013  | Абу-Дабі     | Гана             | 3 – 0     | Єгипет            | товариський матч                              | 1    | 46'; 54' |
| 13-1-2013  | Абу-Дабі     | Гана             | 4 – 2     | Туніс             | товариський матч                              | -    | 46'      |
| 7-6-2013   | Омдурман     | Судан            | 1 – 3     | Гана              | Відбір до ЧС 2014                             | -    | 61'      |
| 16-6-2013  | Масеру       | Лесото           | 0 – 2     | Гана              | Відбір до ЧС 2014                             | -    | 61'      |
| 28-3-2015  | Гавр         | Гана             | 1 – 2     | Сенегал           | товариський матч                              | 1    | 80'      |
| 31-3-2015  | Париж        | Гана             | 1 – 1     | Малі              | товариський матч                              | -    | 69' 81'  |
| 1-9-2015   | Браззавіль   | Республіка Конго | 2 – 3     | Гана              | товариський матч                              | 1    | 68'      |
| 5-9-2015   | Кігалі       | Руанда           | 0 – 1     | Гана              | Відбір до Кубка африканських націй 2017       | -    | 61'      |
| 5-9-2017   | Браззавіль   | Республіка Конго | 1 – 5     | Гана              | Відбір до ЧС 2018                             | 2    | 87'      |
| 7-10-2017  | Кампала      | Уганда           | 0 – 0     | Гана              | Відбір до ЧС 2018                             | -    |          |
| 12-11-2017 | Кумасі       | Гана             | 1 – 1     | Єгипет            | Відбір до ЧС 2018                             | -    | 74'      |
| 11-11-2021 | Йоганнесбург | Ефіопія          | 1 – 1     | Гана              | Відбір до ЧС 2022                             | -    | 61'      |
| 14-11-2021 | Кейп-Кост    | Гана             | 1 – 0     | ПАР               | Відбір до ЧС 2022                             | -    | 87'      |
| 5-1-2022   | Ер-Райян     | Алжир            | 3 – 0     | Гана              | товариський матч                              | -    | 67'      |
| 10-1-2022  | Яунде        | Марокко          | 1 – 0     | Гана              | Кубок африканських націй 2021 - груповий етап | -    | 90+1'    |
| 18-1-2022  | Гаруа        | Гана             | 2 – 3     | Коморські Острови | Кубок африканських націй 2021 - груповий етап | -    | 60'; 64' |
| Усього     |              | Матчів           | 19        |                   | Голів                                         | 7    |          |

## Досягнення
- Чемпіон Сербії (2):

«Црвена Звезда»: 2018/19, 2019/20

### Індивідуальні
- Найкращий гравець сезону сербської Суперліги: 2017/18[33][34]
- Найкращий гравець тижня сербської Суперліги: 2016/17 (тури 27 і 37)[35][36], 2017/18 (тури 17 і 18)[37][38], 2018/19 (тур 8)
- Найкращий гравець року в «Црвені Звезді»: 2017[39]